# Eleições para o Senado dos Estados Unidos de 1892–93

vitória dos democratas

As eleições para o Senado dos Estados Unidos de 1892 a 1893 foram realizadas em várias datas em vários estados, coincidindo com o retorno do ex-presidente democrata Grover Cleveland ao poder . Como estas eleições para o Senado dos EUA foram anteriores à ratificação da Décima Sétima Emenda em 1913, os senadores foram escolhidos pelas legislaturas estaduais . Os senadores foram eleitos num amplo intervalo de tempo ao longo de 1892 e 1893, e as vagas podiam ser ocupadas com meses de atraso ou permanecer vagas devido a  impasses legislativos . Nestas eleições, os mandatos dos senadores disputados foram os da 1ª Classe .
O Partido Republicano perdeu nove senadores, perdendo assim a maioria no Senado para o Partido Democrata . A maioria democrata, no entanto, foi mínima e não durou até do próximo Congresso.

## Resumo dos resultados
Divisão do partido no Senado, 53º Congresso (1893-1895)
- Partido majoritário: Democrata (43)
- Partido minoritário: Republicano (37)
- Outros partidos: Populista (3); "Silver" (1)
- Vago: 4
- Total de assentos: 88